# Guldfaxe
Guldfaxe er en hest fra nordisk mytologi, der tidligere var ejet af Hrungner men nu af Magni.
Magni hjalp Thor i Thors kamp med Hrungner og fik som tak Guldfaxe af Thor.
I den nordiske mytologi er Guldfaxe én af flere heste, som kan flyve. De andre er Sleipner, Hovvarpner, Skinfaxe, Rimfaxe, Alstærk og Alsvin. 